# Fjärdänget
Fjärdänget är ett fritidshusområde vid Idbyfjärdens östra strand utanför Örnsköldsvik. Från 2015 avgränsar SCB här en småort.